# Sergej Černivec
Sergej Černivec, slovenski metalurg, * 26. februar 1905, Ljubljana, † 22. januar 1978, Ljubljana.
Diplomiral je 1928 na kemijskem oddelku ljubljanske univerze. Po končanem študiju je krajši čas delal v tovarni Medić-Zankl v Medvodah in v rafineriji rudnika svinčevo-cinkove rude v Trepči (Kosovo), 1933 pa se je zaposlil v jeseniški železarni. Po 1945 je delal v štorski železarni in 1946 ponovno prišel na Jesenice, kjer je prevzel mesto tehničnega direktorja železarne; v tem času so postavili novo valjarno debele pločevine. V letih 1953−1968 je kot tehnični direktor skopske železarne vodil gradnjo in načrtoval tehnološke postopke v novem obratu železarne.